# Inskrypcja z Filippi
Inskrypcja z Filippi – zabytek średniowiecznej epigrafiki bułgarskiej.

## Dzieje tekstu
Dotarł do nas jedynie sam początek i koniec napisu na dwóch marmurowych płytach, a także niewielkie fragmenty z pojedynczymi literami. Te dwie płyty i fragmenty pozostałych zostały odnalezione w trakcie prac wykopaliskowych prowadzonych w latach 1923–1933 na terenie chrześcijańskiej bazyliki w Filippi w północnej Grecji, dwanaście kilometrów na północ od Kawali. Obecnie płyty znajdują się w muzeum przy terenie wykopalisk.
Początek napisu widział i przepisał Francuz ojciec Bracognié w 1707 roku. Później płyty przysypała ziemia i ponownie zostały odkryte dopiero w 1923 roku. Cały napis był wykonany na sześciu płytach, które stanowiły część stylobatu bazyliki. Była to jedna z najdłuższych znanych inskrypcji protobułgarskich.
Po przepisaniu początku napisu przez ojca Bracognié, fragment ten był wielokrotnie publikowany. Całość napisu po raz pierwszy opublikował w 1928 roku František Dvorník w periodyku Ecole Française d’Athènes. Gruntowną analizę napisu przeprowadził Jordan Iwanow w opublikowanej 1931 roku pracy "Български старини из Македония" ("Bułgarskie starożytności w Macedonii").
Inskrypcja poświadcza fakt wyprawy kauchana Isbuła w 837 roku do kraju Smolan

## Treść
[Το]ν πολων Βου(λ)γα-

ρον [ο] εκ θεου αρχον ο Π-

ερσιανοσ απεστιλεν

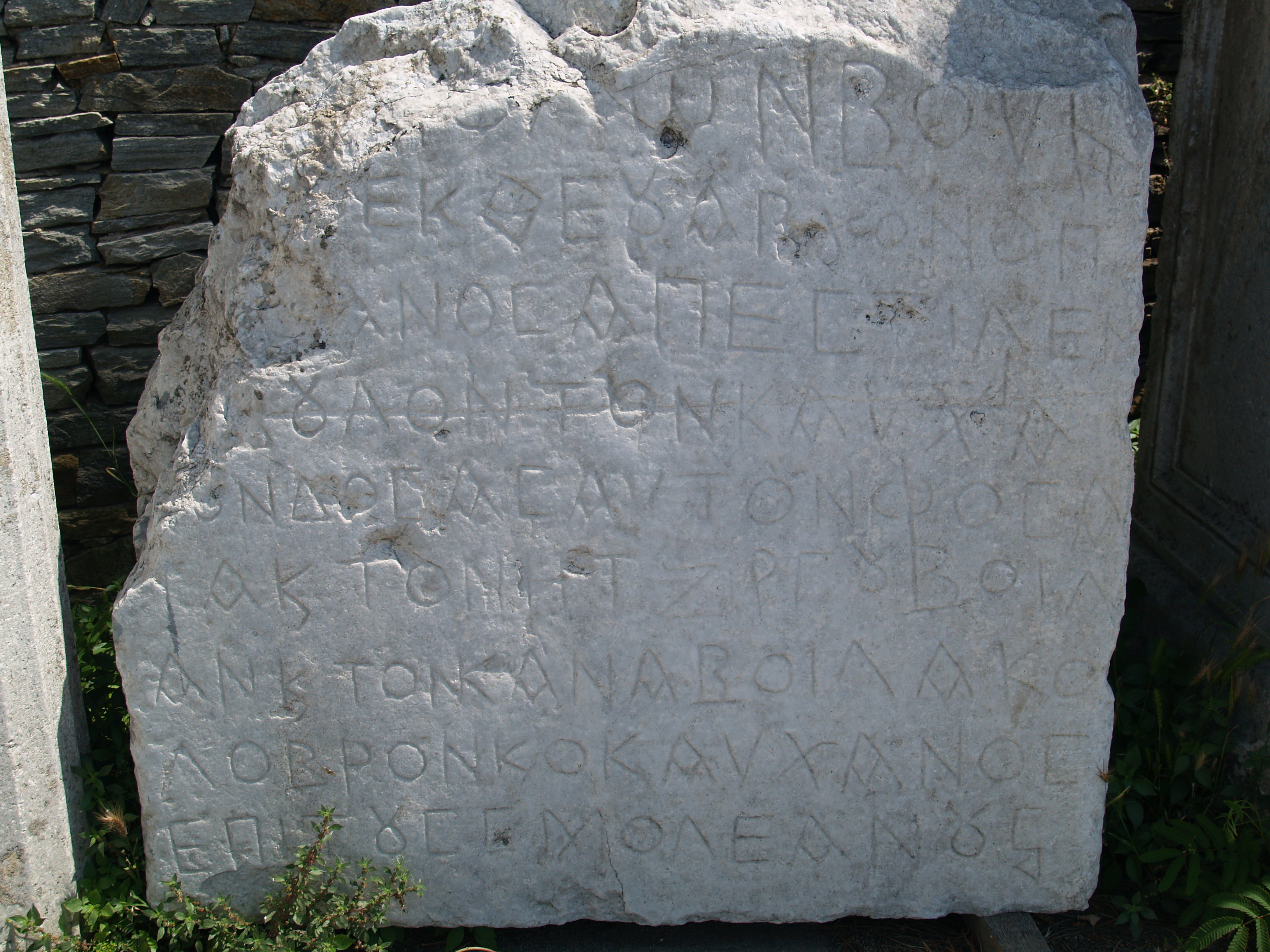
Inskrypcja Presjana, pierwsza płyta, Muzeum Archeologiczne w Filippi

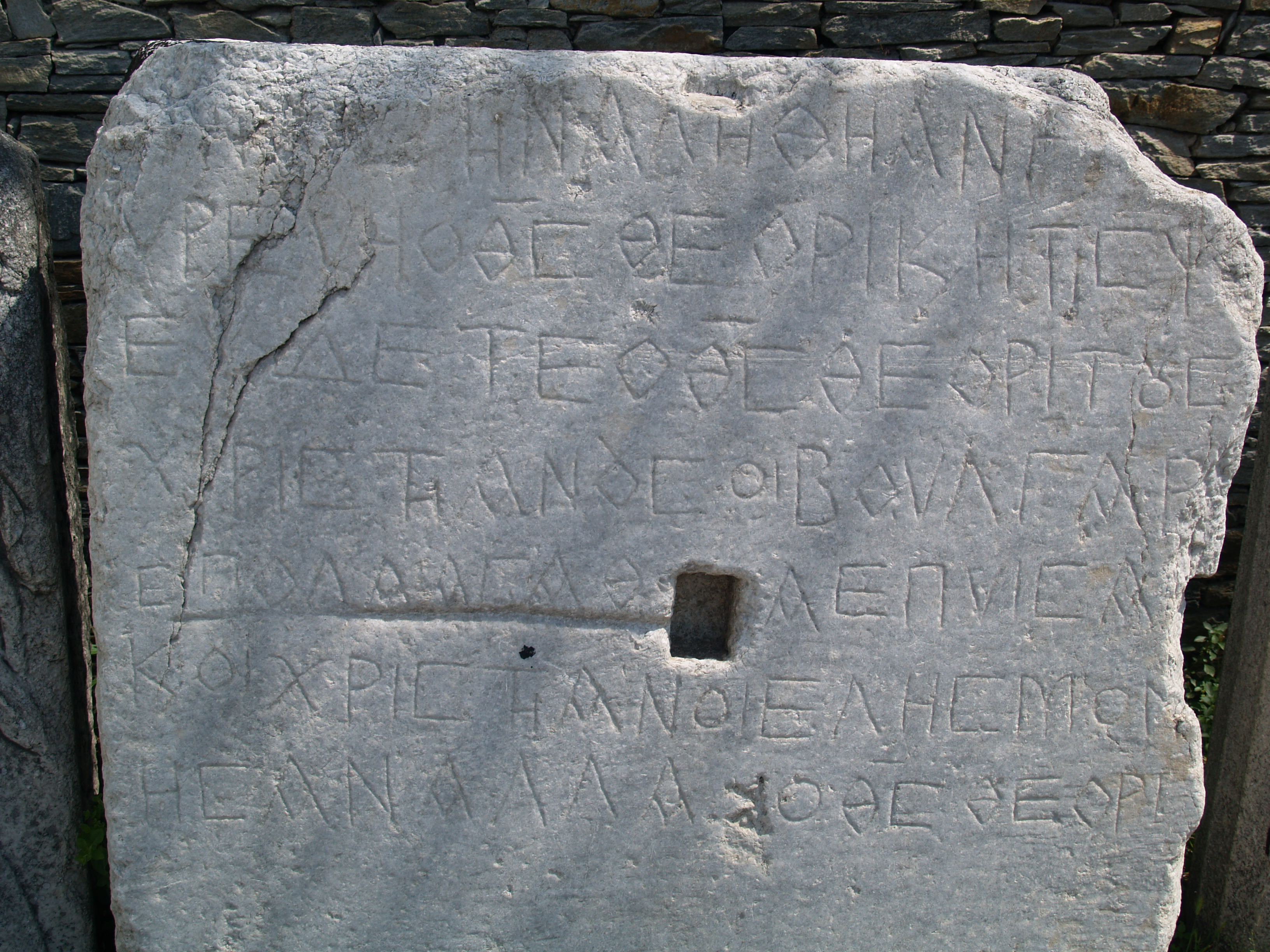
Inskrypcja Presjana, szósta płyta, Muzeum Archeologiczne w Filippi

Ι[σ]βουλον τον καυχανον δοσασ αθτον φοσα-

τα κ(ε) τοω ητξιργου βοιλ-

αν κ(ε) τον κανα βοιλα κολοβρον κ(ε) ο καυχανοσ

επι τουσ Σμολεανουσ ο-
ν. Η [τησ] την αληθηναν γ-

υρευη, ο θ(εοσ) θεορι.κ(ε), η τησ ψ-

ευδετε, ο θ(εοσ) θεορι. Τουσ

Χριστηανουσ οι βουλγαρι-

σ πολα αγαθα επυισα[ν]

κ(ε) οι Χριστηανοι ελησμον-

ησαν, αλλα ο θ(εο)σ θεορι.
Jej tekst w przekładzie brzmi jak następuje:
Presjan, archont z woli Boga wielu Bułgarów, wyprawił kauchana Isbuła i dał mu wojsko i iczirgu boiła, i chana kołobyra. I kauchan ku Smolanom…
I dalej:
Jeśli ktoś szuka prawdy, Bóg widzi, i jeśli ktoś kłamie, Bóg widzi. Bułgarzy uczynili wiele dobrego dla chrześcijan, a chrześcijanie zapomnieli. Ale Bóg widzi.